# Paxton (Illinois)
Paxton es una ciudad ubicada en el condado de Ford en el estado estadounidense de Illinois. En el Censo de 2010 tenía una población de 4473 habitantes y una densidad poblacional de 751,87 personas por km².

## Geografía
Paxton se encuentra ubicada en las coordenadas 40°27′29″N 88°5′55″O / 40.45806, -88.09861. Según la Oficina del Censo de los Estados Unidos, Paxton tiene una superficie total de 5.95 km², de la cual 5.95 km² corresponden a tierra firme y (0%) 0 km² es agua.

## Demografía
Según el censo de 2010, había 4473 personas residiendo en Paxton. La densidad de población era de 751,87 hab./km². De los 4473 habitantes, Paxton estaba compuesto por el 96.74% blancos, el 0.83% eran afroamericanos, el 0.16% eran amerindios, el 0.18% eran asiáticos, el 0% eran isleños del Pacífico, el 0.92% eran de otras razas y el 1.18% pertenecían a dos o más razas. Del total de la población el 2.48% eran hispanos o latinos de cualquier raza.